# Mentone (Texas)
Mentone è un census-designated place (CDP) degli Stati Uniti d'America e capoluogo della contea di Loving nello Stato del Texas. La popolazione era di 19 persone al censimento del 2010. Come unica comunità e centro abitato della contea, Mentone è sede della contea, ed ha una popolazione di 19 persone (2010), quasi un quarto della popolazione totale della contea (82 persone). Mentone è stato fino a poco tempo fa il capoluogo di contea non incorporato meno popolato degli Stati Uniti, ma ha perso questa distinzione con il censimento del 2010 per Gann Valley (Dakota del Sud), che ha una popolazione di 14 persone.

## Geografia fisica
Mentone si trova ad un'altitudine di 2 684 piedi (818 m). Si trova sulla State Highway 302, settantacinque miglia ad ovest di Odessa.

## Storia
Chiamata Mentone, in derivazione della analoga città della Costa Azzurra da un geometra francese, Mentone (attuale) fu in realtà la seconda comunità con tale nome nella Contea di Loving, una precedente Mentone fu fondata a sud della città attuale nel 1893, ma fu abbandonata nel 1905.
In seguito il sito fu ri-abitato chiamandolo Juanita e poi Porterville, ma infine l'abitato fu definitivamente abbandonato.
Nel 1931 si ricostituì Mentone nella sede attuale, con la maggior parte degli abitanti provenienti dal vecchio centro abitato, (si optò in prima fase il nome di Ramsey, ma questo nome fu rifiutato dal sistema postale, e quindi si tornò a "Mentone").
Durante il suo periodo di massimo splendore, Mentone vantava cinque bar, cinque distributori di carburante, due alberghi, due farmacie, due sale di ricreazione, due barbieri, una sala da ballo, un'officina meccanica ed una lavanderia a secco.
Lo sviluppo della città fu dovuto alla improvvisa estensione dei campi petroliferi.
Mentone aveva anche il suo giornale, il Mentone Monitor, che pubblicò per tre anni (1932-1935). Dopo aver raggiunto il massimo di popolazione di circa 600 residenti negli anni trenta, la popolazione iniziò a diminuire da allora, e nel 2000 c'erano solo 15 persone, "più o meno", secondo il National Geographic Magazine, (la popolazione totale attuale di tutta la Loving County, incluso Mentone, è di 82 persone (dati 2010)), è da notare che diverse persone, pur risultando residenti in contea (la contea ha poche spese, e quindi grava con poche tasse), non lo sono di fatto, per cui è possibile che i residenti effettivi siano di meno.
Oggi, secondo National Geographic, Mentone ha un palazzo di giustizia che contiene anche gli uffici di Contea, e l'ufficio dello sceriffo al piano terreno, due segnali di stop alla confluenza con la strada statale, un distributore di carburante, un ufficio postale, una chiesetta, un edificio scolastico (chiuso nel 1972; dato che gli alunni erano scesi a due, la funzione scolastica fu unificata col sistema scolastico di Wink), ed un caffè (Boot Track Cafe), dove si può fumare, ma le carte di credito non sono accettate.
Esiste un gruppo di volontari che svolge la funzione di Vigili del Fuoco, ma non ci sono ospedale, semafori, negozi, cimitero, medici o avvocati. Esistono alcune tombe isolate nella campagna, di valore storico dell'epoca della colonizzazione.
Fino al 1988 non c'era acqua potabile, dato che l'acqua dei pozzi locali, ricca di sali e di composti minerali, era imbevibile, tossica per le coltivazioni, ed inoltre dannosa per le tubazioni. L'acqua per bere era trasportata da Pecos (23 miglia) con autobotti.
Solo recentemente miglioramenti sostanziali . garantiscono una piccola scorta di acqua potabile.
Esistono alcune modeste fattorie (Ranch) abitate nel deserto.
Resti di macchinari da estrazione petrolifera, ed oltre 650 impianti di estrazione costellano la Loving County. L'introito del bilancio della contea è quasi completamente costituito dal pagamento dei diritti di estrazione, e varia in funzione dell'ammontare del greggio e gas naturale estratti, e del loro prezzo di mercato.

## Monumenti e luoghi d'interesse
La chiesetta di Mentone è l'edificio più antico del centro abitato. Il sabato un Ministro del Culto che viene dalla città più vicina celebra una funzione religiosa interconfessionale.

## Società

### Evoluzione demografica
Secondo il censimento del 2010, c'erano 19 persone.

### Etnie e minoranze straniere
Secondo il censimento del 2010, la composizione etnica della città era formata dall'84,21% di bianchi, lo 0% di afroamericani, il 5,26% di nativi americani, lo 0% di asiatici, lo 0% di oceanici, lo 0% di altre razze, e il 10,53% di due o più etnie. Ispanici o latinos di qualunque razza erano il 21,05% della popolazione.